# Antonio Puddu
Antonio Puddu (né le 2 novembre 1933 à Siddi en Sardaigne et mort le 26 janvier 2022  à Selargius dans la ville métropolitaine de Cagliari) est un écrivain italien.

## Biographie
Antonio Puddu appartient à une famille d'agriculteurs et jusqu'au milieu des années 1990, il se consacre essentiellement aux soins de sa ferme, située dans le centre de la Marmilla (it), une sous-région géographique dans la zone méridionale de la Sardaigne.
Il commence très jeune à écrire pour des journaux et des magazines, mais ses débuts dans le domaine de la fiction remontent à 1968, lorsqu'il remporte avec le roman Zio Mundeddu le prix Deledda de la « première œuvre », attribué par un jury dans lequel figuraient notamment Carlo Bo, Diego Fabbri et Vasco Pratolini.
En 1983, il publie La colpa di vivere avec une préface de l'écrivain Michele Prisco, suivi de La valle dei colombi  (1996), un recueil de nouvelles déjà parues dans des magazines, finaliste du prix Dessì et de deux autres romans : Dopo l'estate (2001) et L'orto degli alveari (2011).
Au cours de sa carrière, il a collaboré avec des publications telles que L'Osservatore Romano, Il Tempo, La Fiera Letteraria, Realtà del Mezzogiorno, Ichnusa et La grotta della vipera. Michele Prisco, Giuseppe Dessì ou encore Carlo Bo, entre autres, ont écrit sur ses œuvres
Son expérience profondément immergée dans la réalité agro-pastorale se reflète dans toute sa production littéraire.
Antonio Puddu meurt le 26 janvier 2022 à Selargius dans la ville métropolitaine de Cagliari à l'âge de 88 ans.

## Œuvres

### Romans
- 1968 : Zio Mundeddu, Cappelli, Bologne;
- 1985 : Zio Mundeddu, édition scolaire, série Il Centauro (no 6),  avec des notes de Nicola Tanda et Mariolina Cosseddu, Edizioni Bastogi, Foggia;
- 2004 : Zio Mundeddu, Ilisso, Nuoro •  (ISBN 978-8-88782-589-3);
- 1983 : La colpa di vivere, Edizioni Bastogi, Foggia;
- 1990 : La colpa di vivere, Edizioni Bastogi, Foggia;
- 2003 : La colpa di vivere, Collection « Chefs-d'œuvre sardes » (n°.30), supplément au journal, La Biblioteca della Nuova Sardegna, Cagliari;
- 2012 : La colpa di vivere, introduction par Giovanni Cara, Ilisso, Nuoro •  (ISBN 978-8-86202-093-0);
- 2001 : Dopo l'estate, Edizioni Bastogi, Foggia, •  (ISBN 978-8-88185-347-2);
- 2011 : L'orto degli alveari, Edizioni Bastogi, Foggia, •  (ISBN 978-8-86273-372-4);

### Recueils de nouvelles
- 1958 : Una sera a Siddi, in Ichnusa a. VI, n. 22, p. 49–51;
- 1975 : Gli ultimi anni, in La grotta della vipera, a. I, n. 1, p. 47–50;
- 1981 : La mimosa, in La grotta della vipera, a. VI, n. 19-20, 1981, p. 27–29;
- 1982 : Il geco, in La grotta della vipera, a. VII, n. 24-25, 1982, p. 24–26;
- 1984 : Il vento, in La grotta della vipera, a. X, n. 30-31,1984, p. 51–53;
- 1996 : La valle dei colombi (recueil d'histoires courtes déjà parues dans des magazines), Edizioni Bastogi, Foggia, •  (ISBN 978-8-88645-285-4);

### Divers
- 1992 : Grazia Deledda scrittrice, in Grazia Deledda nella cultura sarda contemporanea, Consorzio per la pubblica lettura S. Satta, Nuoro;
- 2001 : Salvatore Farina scrittore e studioso, in Salvatore Farina: la figura e il ruolo a 150 anni dalla nascita, colloque de Sassari-Sorso, 5-8 décembre 1996, Volume 2, Edes, Sassari •  (ISBN 978-8-88600-242-4).

### Livres et anthologies
- Nicola Tanda (it), La ristampa di Zio Mundeddu di Antonio Puddu in Letteratura e lingue in Sardegna, EDES Editrice, Cagliari, 1984, p. 159-163.
- Giovanni Mameli, Antonio Puddu, in Da lettore a lettore, 1984, Cagliari, Edizioni Castello, p. 230-232.
- Giuseppe Amoroso (it), Antonio Puddu, in  Gaetano Mariani (it) et Mario Petrucciani (it) (sous la direction  de) La realtà e il sogno - Narratori italiani del Novecento, 1987, Roma, Lucarini Editore, volume 2, p. 583-586  (ISBN 88-7033-180-6).
- Bruno Rombi, Uomo e natura nella narrativa di Antonio Puddu, in La narrativa sarda nel Novecento – Atti del convegno in onore di Michelangelo Pira, Quartu Sant'Elena 1988, 1989, Cagliari, Tema editrice, p. 81-96  (ISBN 9788888919973).
- Giovanni Mameli (anthologie sous la direction de), Scrittori sardi del Novecento, 1989, Cagliari, EdiSar.
- Giuseppe Marci, Come si racconta la Sardegna, in Manlio Brigaglia (it) (sous la direction de) Tutti i libri della Sardegna. 100 schede per capire un'isola "difficile", Edizioni della Torre, Cagliari, 1989, p. 208-210  (ISBN 978-8873430247).
- Giulio Angioni, Uomini. Don Ciccittu di Marmilla, in Tutti dicono Sardegna, CUEC Editrice, Cagliari, 1990, p. 58-60.
- Giuseppe Marci, Narrativa sarda del Novecento. Immagini e sentimento dell'identità, CUEC Editrice, Cagliari, 1991, p. 16, 287-295  (ISBN 978-8-88599-801-8).
- Giuseppe Marci (sous la direction de), Romanzieri sardi contemporanei, CUEC Editrice, Cagliari, 1991, p. 46-47, 52 -53, 57-65, 188-192  (ISBN 8-88599-802-X).
- Cristina Lavinio, Narrare un'isola. Lingua e stile di scrittori sardi, Bulzoni Editore, Rome, 1991, p. 28n  (ISBN 8-87119-299-0).
- Natalino Piras, L'assurdo vizio di vivere: due romanzi di Antonio Puddu, in La parola scomposta, Edizioni Castello, Cagliari, 1991, p. 98, 205, 210 e n., 217, 218, 219 e n., 220, 221 e n.  (ISBN 9788859180104).
- Giovanni Pirodda, Sardegna, collana Letteratura delle regioni d'Italia – Storia e testi, Editrice La Scuola, Brescia, 1992, p. 59, 67, 391-394  (ISBN 88-350-8575-6).
- Simona Pilia, Antonio Puddu, Zio Mundeddu – La colpa di vivere, in Giuseppe Marci (sous la direction de) Scrivere al confine. Radici, moralità e cultura nei romanzieri sardi contemporanei, CUEC Editrice, Cagliari, 1994, p. 75-80  (ISBN 978-8-88599-835-3).
- Paola Pittalis, Storia della letteratura in Sardegna, Edizioni della Torre, Cagliari, 1998, p. 124  (ISBN 8-87343-321-9).
- Antonio Romagnino (it), L'umana campagna di Antonio Puddu, in Chicchi di melagrana, Edizioni Della Torre, Cagliari, 1999, p. 110-112  (ISBN 978-8-87343-341-5).
- Paola De Gioannis, Giuseppe Serri (autori), Antonio Puddu. Un partito di combattenti, in: La Sardegna. Cultura e società. Antologia storico–letteraria, 2000, Milano, La Nuova Italia, p. 144-146, 286, 494  (ISBN 8-82213-370-6).
- Giuseppe Amoroso, Il notaio della Via Lattea. Narrativa italiana 1996 – 1998, Salvatore Sciascia (editore), Caltanissetta/Rome, 2000,  p. 180-182  (ISBN 978-8-88241-062-9).
- Paola Pittalis, Scrittori e pittori: la scoperta della sardità, in Manlio Brigaglia, Attilio Mastino, Gian Giacomo Ortu (a cura di) Storia della Sardegna. 5: Il Novecento, Casa editrice Giuseppe Laterza & figli, XII, (Storie regionali), Rome/Bari, 2002, pag. 119  (ISBN 8-84210-683-6).
- Nicola Tanda, Un'odissea de rimas nobas: verso la letteratura degli italiani, 2003, Cagliari, Cuec Editrice, p. 89, 91-92  (ISBN 8-88467-125-6).
- Giuseppe Amoroso, "Dopo l'estate" di Antonio Puddu, in Solo se inganno. Narrativa italiana 2001, 2004, Rubbettino Editore, p. 49-50  (ISBN 978-8-84980-764-6).
- Maria G. Cossu (sous la direction de), L'orto degli alveari, in I limoni sono verdi di speranze. Scritti in memoria di Antonio Cossu, 2005, Cagliari, Condaghes, p. 513-516  (ISBN 8-87356-065-2).
- Giuseppe Marci, In presenza di tutte le lingue del mondo. Letteratura sarda, 2005, Cagliari, CUEC Editrice, p. 269, 269n, 285  (ISBN 8-88467-307-0).
- Giovanni Mameli (anthologie sous la direction de), Antonio Puddu, Discorsi, in Scrittori sardi del Duemila, 2006, Cagliari, Zonza Editori, p. 175-186  (ISBN 978-8-88470-176-3).
- Francesco Floris (it) (sous la direction de), La Grande Enciclopedia della Sardegna, Newton Compton Editori, 2007, p. 267 (volume 5), 605-606 (volume 7)  (ISBN 978-8-88289-748-2).
- Lia Bronzi (sous la direction de), Antonio Puddu, in Letteratura italiana. Poesia e narrativa dal Secondo Novecento ad oggi, Volume II, Edizioni Bastogi, Foggia, 2007, p. 192-194  (ISBN 978-8-86273-006-8).
- Renzo Cau, Novità strutturale e linguistica di “Dopo l'estate”, terzo romanzo di Antonio Puddu, in Scrittori sardi contemporanei, 2009, Guspini, Ed. Media Tre.
- Barbara Pezzotti, The Importance of Place in Contemporary Italian Crime Fiction. A Bloody Journey, 2012, Lanham (Maryland), Fairleigh Dickinson University Press, pag. 157  (ISBN 978-1-61147-553-1).
- Francesco Casula, Antonio Puddu, lo scrittore che raffigura, dall'interno, il mondo dei contadini e degli allevatori, in Letteratura e civiltà della Sardegna, 2013, Dolianova, Ed. Grafica del Parteolla, volume II, p. 119-129  (ISBN 978-8-86791-018-2).
- Antonietta Dettori (sous la direction de) Dalla Sardegna all'Europa: lingue e letterature regionali., Franco Angeli Editore, Milan, 2014, pag. 9  (ISBN 978-8-82045-848-5).

### Articles
- Due prove mature di giovani narratori- Sardegna arcaica nel romanzo dell'esordiente Puddu. La satira sorridente di Silvano Ambrogi (it), Ferdinando Giannessi, in La Stampa, 16 mai 1968.
- R.Biordi, Corriere del Giorno (it), 16 mai 1968.
- Rinaldo Botticini, “Zio Mundeddu” – Nel mondo dei pastori, in L'Unione sarda (it), 18 mai 1968.
- Domenico Panzino, Nella storia di un servo pastore il simbolo di una realtà amara : Zio Mundeddu di Antonio Puddu in La Nuova Sardegna, 21 mai 1968.
- Maria Teresa Cristofano (it), Zio Mundeddu di Antonio Puddu, in Nostro Tempo, 19 juin 1968.
- Daniele Straniero, La Notte, 19 juin 1968.
- Ad Antonio Puddu un premio Deledda, in Corriere della Sera, 24 juin 1968.
- A Emanuelli e Puddu il premio "Deledda", in L'Unità, 25 juin 1968.
- Corrado Stajano (it), I nipoti della Deledda, in Corriere della Sera, 27 juin 1968.
- G. Gambigliani, Zio Mundeddu, in Letture, juin-juillet 1968.
- Ines Scaramucci, Zio Mundeddu, in Il Ragguaglio librario août 1968.
- Giancarlo Vigorelli (it), Il Tempo, 12 octobre 1968.
- G. Abbate, Zio Mundeddu, La Gazzetta del Mezzogiorno, novembre 1968.
- Francesco Spanu Satta (it), Realtà del Mezzogiorno, novembre 1968.
- Giovanni Pirodda, Il secondo romanzo di Antonio Puddu in La Grotta della Vipera, Primavera – Estate, Cagliari, 1983.
- Antonio Romagnino (it), L'Unione Sarda, 8 avril 1983.
- G. Contini, La tragica banalità del tempo che passa, in La Nuova Sardegna, 8 avril 1983.
- M. Miccinesi, Per riqualificare la narrativa italiana, in Uomini e Libri, juin 1983.
- Gennaro Manna (it), La colpa di vivere, in Il Tempo, 30 septembre 1983.
- G. Fontoni, Anche per il narratore Antonio Puddu vivere non è una colpa, in Orientamenti, octobre 1983.
- Vittoriano Esposito (it), La colpa di vivere, in Oggi e Domani, octobre 1983.
- Ugo Reale, La Sardegna e i suoi problemi in un libro di Antonio Puddu – La colpa di vivere, in Avanti!, 6 décembre 1983.
- Giuseppe Susini, Il piccolo paese di Antonio Puddu, in Esse come Sardegna, 3 décembre 1983.
- Renzo Cau, Parva Favilla Calasanziana, décembre 1983.
- Michele Prisco, La colpa di vivere, in La grotta della vipera, Autunno – Inverno, Cagliari 1983.
- O. Lombardi, Con La colpa di vivere di Puddu un ritorno della narrativa sarda, in Nuovo Mezzogiorno, octobre 1983.
- Sandro Mascia, Ichnusa, janvier-février 1984.
- G. V. Paolozzi, La colpa di vivere di Antonio Puddu, in Nostro Tempo, mars 1984.
- Antonio Romagnino (it), Zio Mundeddu, patriarca e maestro di vita in un piccolo villaggio, in L'Unione Sarda, 5 juillet 1985.
- Giovanni Mameli, E le scuole aprono le porte a Zio Mundeddu, in L'Unione Sarda, 20 novembre 1986.
- Cristina Lavinio, I profumi e i colori della memoria nei racconti di Antonio Puddu, in La grotta della vipera, Autunno – Inverno, Cagliari 1996.
- Francesco Sonis, “La valle dei colombi” di Antonio Puddu, in Quaderni Oristanesi, n. 37/38, Oristano, Dicembre 1996, p. 77-80.
- Salvatore Tola, “Dopo l'estate” l'ultimo romanzo di Antonio Puddu, in Il Messaggero sardo, février 2002.
- Giovanni Mameli, Zio Mundeddu di Antonio Puddu ristampato da Ilisso, in Il Messaggero Sardo, novembre 2004.
- Giacomo Mameli, Leggere con zappa, rastrello e vocabolario, in La nuova Sardegna, 4 janvier 2012.
- Maria Paola Masala, Antonio Puddu: “Vergogna? Oggi in giro non ce n'è più”, in L'Unione Sarda, 7 janvier 2012.